# Partecipanti al Giro d'Italia 2000
Elenco dei partecipanti al Giro d'Italia 2000.
Il Giro d'Italia 2000 fu l'ottantatreesima edizione della corsa. Alla competizione presero parte 20 squadre, ciascuna delle quali composta da nove corridori, per un totale di 180 ciclisti. La corsa partì il 13 maggio da Roma e terminò il 4 giugno a Milano; in quest'ultima località portarono a termine la competizione 127 corridori. 

## Corridori per squadra
Nota: R ritirato, NP non partito, FT fuori tempo, SQ squalificato.
| Team Polti                | Team Polti                 | Team Polti                | Kelme-Costa Blanca          | Kelme-Costa Blanca          | Kelme-Costa Blanca          | Mobilvetta-Rossin                | Mobilvetta-Rossin                | Mobilvetta-Rossin                |
| ------------------------- | -------------------------- | ------------------------- | --------------------------- | --------------------------- | --------------------------- | -------------------------------- | -------------------------------- | -------------------------------- |
| 1                         | Ivan Gotti                 | 19º                       | 71                          | José Luis Rubiera           | 8º                          | 141                              | Evgenij Berzin                   | NP Pr.                           |
| 2                         | Jeroen Blijlevens          | 98º                       | 72                          | Óscar Sevilla               | 16º                         | 142                              | Filippo Baldo                    | 32º                              |
| 3                         | Enrico Cassani             | 76º                       | 73                          | José Castelblanco           | 18º                         | 143                              | Ivan Quaranta                    | R 14ª                            |
| 4                         | Daniel Clavero             | R 16ª                     | 74                          | Félix Cárdenas              | R 19ª                       | 144                              | Mirko Gualdi                     | 40º                              |
| 5                         | Silvio Martinello          | 105º                      | 75                          | José Enrique Gutiérrez      | R 18ª                       | 145                              | Mario Manzoni                    | 86º                              |
| 6                         | Eddy Mazzoleni             | 55º                       | 76                          | Juan José de los Ángeles    | 50º                         | 146                              | Milan Kadlec                     | 100º                             |
| 7                         | Oscar Pelliccioli          | 35º                       | 77                          | Ricardo Otxoa               | 42º                         | 147                              | Graziano Recinella               | R 14ª                            |
| 8                         | José Manuel Uría           | 43º                       | 78                          | José Javier Gómez           | 30º                         | 148                              | Paolo Valoti                     | R 18ª                            |
| 9                         | Bart Voskamp               | 123º                      | 79                          | Ángel Vicioso               | 72º                         | 149                              | Alberto Ongarato                 | 90º                              |
| Amica Chips-Tacconi Sport | Amica Chips-Tacconi Sport  | Amica Chips-Tacconi Sport | La Française des Jeux       | La Française des Jeux       | La Française des Jeux       | Aguardiente Néctar-Selle Italia  | Aguardiente Néctar-Selle Italia  | Aguardiente Néctar-Selle Italia  |
| 11                        | Mauro Gerosa               | 97º                       | 81                          | Fabrizio Guidi              | 94º                         | 151                              | José Jaime González              | 31º                              |
| 12                        | Ivan Basso                 | 52º                       | 82                          | Grzegorz Gwiazdowski        | 58º                         | 152                              | Hernán Buenahora                 | 6º                               |
| 13                        | Pietro Caucchioli          | 85º                       | 83                          | Yvon Ledanois               | R 5ª                        | 153                              | Raúl Montaña                     | 65º                              |
| 14                        | Diego Ferrari              | 115º                      | 84                          | Bradley McGee               | 127º                        | 154                              | Freddy González                  | R 18ª                            |
| 15                        | Vitalij Kokorin            | 51º                       | 85                          | Franck Perque               | R 2ª                        | 155                              | Ruber Marín                      | 77º                              |
| 16                        | Giuseppe Palumbo           | 124º                      | 86                          | Nicolas Vogondy             | 84º                         | 156                              | Andris Naudužs                   | R 8ª                             |
| 17                        | Filippo Simeoni            | 104º                      | 87                          | Daniel Schnider             | 91º                         | 157                              | Fortunato Baliani                | 71º                              |
| 18                        | Ruslan Ivanov              | R 13ª                     | 88                          | Jean-Michel Tessier         | R 16ª                       | 158                              | Alessio Girelli                  | R 13ª                            |
| 19                        | Oscar Pozzi                | 61º                       | 89                          | Jimmy Casper                | R 8ª                        | 159                              | Leonardo Scarselli               | 107º                             |
| Banesto                   | Banesto                    | Banesto                   | Lampre-Daikin               | Lampre-Daikin               | Lampre-Daikin               | Rabobank                         | Rabobank                         | Rabobank                         |
| 21                        | Dariusz Baranowski         | 22º                       | 91                          | Gilberto Simoni             | 3º                          | 161                              | Niki Aebersold                   | 68º                              |
| 22                        | Cândido Barbosa            | 89º                       | 92                          | Sergio Barbero              | 73º                         | 162                              | Erik Dekker                      | 121º                             |
| 23                        | Tomasz Brożyna             | 39º                       | 93                          | Massimo Codol               | 47º                         | 163                              | Coen Boerman                     | R 14ª                            |
| 24                        | Marzio Bruseghin           | 69º                       | 94                          | Ludo Dierckxsens            | R 14ª                       | 164                              | Steven de Jongh                  | 126º                             |
| 25                        | Eladio Jiménez             | 46º                       | 95                          | Simone Bertoletti           | 87º                         | 165                              | Addy Engels                      | 80º                              |
| 26                        | Francisco Mancebo          | 20º                       | 96                          | Marco Della Vedova          | 48º                         | 166                              | Karsten Kroon                    | 103º                             |
| 27                        | Unai Osa                   | NP 2ª                     | 97                          | Gabriele Missaglia          | 45º                         | 167                              | Matthé Pronk                     | 110º                             |
| 28                        | Orlando Gomes              | 66º                       | 98                          | Mariano Piccoli             | 34º                         | 168                              | Aart Vierhouten                  | NP 15ª                           |
| 29                        | Leonardo Piepoli           | 10º                       | 99                          | Ján Svorada                 | 102º                        | 169                              | Marcel Duijn                     | R 14ª                            |
| Cantina Tollo             | Cantina Tollo              | Cantina Tollo             | Linda McCartney Racing Team | Linda McCartney Racing Team | Linda McCartney Racing Team | Saeco-Valli & Valli              | Saeco-Valli & Valli              | Saeco-Valli & Valli              |
| 31                        | Danilo Di Luca             | R 17ª                     | 101                         | Maximilian Sciandri         | 67º                         | 171                              | Mario Cipollini                  | NP 13ª                           |
| 32                        | Cristian Gasperoni         | 83º                       | 102                         | Pascal Richard              | NP 1ª                       | 172                              | Paolo Savoldelli                 | 24º                              |
| 33                        | Moreno Di Biase            | 119º                      | 103                         | Tayeb Braikia               | 114º                        | 173                              | Giuseppe Calcaterra              | 118º                             |
| 34                        | Massimo Giunti             | 63º                       | 104                         | Bjørnar Vestøl              | 125º                        | 174                              | Alessio Galletti                 | 120º                             |
| 35                        | Gianpaolo Mondini          | 109º                      | 105                         | Ciarán Power                | 122º                        | 175                              | Pavel Padrnos                    | 26º                              |
| 36                        | Roberto Sgambelluri        | 33º                       | 106                         | Maurizio De Pasquale        | 111º                        | 176                              | Dario Pieri                      | NP 19ª                           |
| 37                        | Andrea Tonti               | 23º                       | 107                         | David McKenzie              | 113º                        | 177                              | Biagio Conte                     | 78º                              |
| 38                        | Guido Trenti               | 99º                       | 108                         | Matthew Stephens            | R 16ª                       | 178                              | Mario Scirea                     | 56º                              |
| 39                        | Marco Vergnani             | 54º                       | 109                         | Benjamin Brooks             | NP 1ª                       | 179                              | Francesco Secchiari              | 59º                              |
| Ceramica Panaria-Gaerne   | Ceramica Panaria-Gaerne    | Ceramica Panaria-Gaerne   | Liquigas-Pata               | Liquigas-Pata               | Liquigas-Pata               | Vini Caldirola-Sidermec          | Vini Caldirola-Sidermec          | Vini Caldirola-Sidermec          |
| 41                        | Niklas Axelsson            | R 8ª                      | 111                         | Stefano Cattai              | 41º                         | 181                              | Francesco Casagrande             | 2º                               |
| 42                        | Volodymyr Duma             | 38º                       | 112                         | Daniele Contrini            | 106º                        | 182                              | Massimo Donati                   | 53º                              |
| 43                        | Tom Leaper                 | R 12ª                     | 113                         | Cristiano Frattini          | R 10ª                       | 183                              | Roberto Conti                    | 44º                              |
| 44                        | Enrico Degano              | R 14ª                     | 114                         | Serhij Hončar               | 9º                          | 184                              | Mauro Zanetti                    | 62º                              |
| 45                        | Domenico Romano            | R 8ª                      | 115                         | Cristian Moreni             | R 12ª                       | 185                              | Marco Milesi                     | 117º                             |
| 46                        | Julio Alberto Pérez Cuapio | R 8ª                      | 116                         | Davide Rebellin             | 29º                         | 186                              | Gianluca Bortolami               | 96º                              |
| 47                        | Luca Cei                   | R 14ª                     | 117                         | Alessandro Spezialetti      | R 8ª                        | 187                              | Matthew White                    | 101º                             |
| 48                        | Antonio Varriale           | R 10ª                     | 118                         | Denis Zanette               | R 17ª                       | 188                              | Filippo Casagrande               | 60º                              |
| 49                        | Jaŭhen Senjuškin           | R 18ª                     | 119                         | Marco Zanotti               | 116º                        | 189                              | Ruggero Borghi                   | R 6ª                             |
| Farm Frites               | Farm Frites                | Farm Frites               | Mapei-Quick Step            | Mapei-Quick Step            | Mapei-Quick Step            | Vitalicio Seguros-Grupo Generali | Vitalicio Seguros-Grupo Generali | Vitalicio Seguros-Grupo Generali |
| 51                        | Miquel van Kessel          | NP 15ª                    | 121                         | Davide Bramati              | 75º                         | 191                              | Elio Aggiano                     | 81º                              |
| 52                        | Servais Knaven             | R 2ª                      | 122                         | Rinaldo Nocentini           | 64º                         | 192                              | Santiago Blanco                  | 11º                              |
| 53                        | Michel Lafis               | 70º                       | 123                         | Giuliano Figueras           | R 7ª                        | 193                              | Luis Orán Castañeda              | 88º                              |
| 54                        | Robbie McEwen              | SQ14ª                     | 124                         | Paolo Fornaciari            | 79º                         | 194                              | Juan Carlos Domínguez            | R 8ª                             |
| 55                        | Koos Moerenhout            | R 14ª                     | 125                         | Paolo Lanfranchi            | 12º                         | 195                              | Jan Hruška                       | 14º                              |
| 56                        | Wim Vansevenant            | FTM 18ª                   | 126                         | Chann McRae                 | 17º                         | 196                              | Álvaro González de Galdeano      | 49º                              |
| 57                        | Martin van Steen           | R 13ª                     | 127                         | Andrea Noè                  | 4º                          | 197                              | Miguel Á. Martín Perdiguero      | 37º                              |
| 58                        | Justin Spinelli            | NP 12ª                    | 128                         | Pavel Tonkov                | 5º                          | 198                              | Iván Parra                       | NP 11ª                           |
| 59                        | Pieter Vries               | 108º                      | 129                         | Axel Merckx                 | 25º                         | 199                              | Víctor Hugo Peña                 | 15º                              |
| Fassa Bortolo             | Fassa Bortolo              | Fassa Bortolo             | Mercatone Uno-Albacom       | Mercatone Uno-Albacom       | Mercatone Uno-Albacom       |                                  |                                  |                                  |
| 61                        | Fabio Baldato              | NP 2ª                     | 131                         | Stefano Garzelli            | 1º                          |                                  |                                  |                                  |
| 62                        | Wladimir Belli             | 7º                        | 132                         | Daniele De Paoli            | 36º                         |                                  |                                  |                                  |
| 63                        | Andrea Ferrigato           | 95º                       | 133                         | Marco Velo                  | R 13ª                       |                                  |                                  |                                  |
| 64                        | Marco Fincato              | 21º                       | 134                         | Enrico Zaina                | R 10ª                       |                                  |                                  |                                  |
| 65                        | Dario Frigo                | 13º                       | 135                         | Ermanno Brignoli            | 82º                         |                                  |                                  |                                  |
| 66                        | Dmitrij Konyšev            | 57º                       | 136                         | Simone Borgheresi           | 112º                        |                                  |                                  |                                  |
| 67                        | Andrea Peron               | 74º                       | 137                         | Riccardo Forconi            | 27º                         |                                  |                                  |                                  |
| 68                        | Alessandro Petacchi        | 92º                       | 138                         | Fabiano Fontanelli          | 93º                         |                                  |                                  |                                  |
| 69                        | Matteo Tosatto             | NP 17ª                    | 139                         | Marco Pantani               | 28º                         |                                  |                                  |                                  |

### Legenda
| Legenda          | Legenda | Legenda        | Legenda                                                  |
| ---------------- | --- | -------------- | -------------------------------------------------------- |
| Dorsale          | Dorsale di partenza del ciclista | Posizione      | Posizione finale nella classifica generale               |
| Maglia rosa      | Indica il vincitore della classifica generale                                                                                        | Maglia verde   | Indica il vincitore della classifica dei GPM             |
| Maglia ciclamino | Indica il vincitore della classifica a punti                                                                                         | Maglia azzurra | Indica il vincitore della classifica intergiro           |
| NP               | Indica un ciclista che non è ripartito in una tappa la mattina                                                                       | R              | Indica un ciclista che si è ritirato in una tappa        |
| FTM              | Indica un ciclista che ha concluso una tappa fuori tempo, ossia ha impiegato più tempo rispetto a quanto stabilito dal tempo massimo | EX             | Corridore escluso per non aver rispettato il regolamento |

## Corridori per nazione
Le nazionalità rappresentate nella manifestazione sono 22; in tabella il numero dei ciclisti suddivisi per la propria nazione di appartenenza:
| Numero ciclisti | Nazione                                               |
| --------------- | ----------------------------------------------------- |
| 93              | Italia                                                |
| 16              | Spagna                                                |
| 15              | Paesi Bassi                                           |
| 10              | Colombia                                              |
| 6               | Australia                                             |
| 5               | Francia                                               |
| 4               | Rep. Ceca, Russia                                     |
| 3               | Belgio, Polonia, Svizzera, Stati Uniti                |
| 2               | Danimarca, Gran Bretagna, Portogallo, Svezia, Ucraina |
| 1               | Bielorussia, Irlanda, Lettonia, Messico, Moldavia     |